# 鈴甲子
株式会社鈴甲子（すずきね）は1910年に創業の、千葉県鎌ケ谷市に本社を置く日本の甲冑メーカー。

## 概要
- 初代鈴木甲子八から始まり、現在四代目である鈴木順一朗がその技術を継承(歴代社長については後述の「歴代社長」を参照)
- 初代鈴木甲子八が陣道具（武者人形の付属品である、軍扇・陣笠・太鼓・采配・のぼり旗など）の製造業を営んでいた際に、取引先から手先の器用さを買われ、甲冑製作を始める
- 東京都墨田区本所の本社と千葉県鎌ケ谷市の工房で営業(現在は千葉県鎌ケ谷市の工房兼本社のみ）
- 4名の伝統工芸士が在籍。同工房内に4名もの伝統工芸士がいるのは極めて異例

## 沿革
- 1910年
  - 初代鈴木甲子八が、現在の東京都墨田区吾妻橋で陣道具を製作する鈴甲子を創業
- 1930年
  - 初代鈴木甲子八が作号「孝山」を名乗り、甲冑メーカーとしての事業を開始
- 1937年
  - 二代目の鈴木正雄が作号「鈴甲子雄山」を名乗り、事業を継承
- 1983年
  - 二代目の鈴木正雄が作号「平安道齋」に、同時に三代目鈴木道男が「鈴甲子雄山」を襲名
- 2006年
  - 三代目鈴木道男が「平安道齋」を、同時に四代目鈴木順一朗が「鈴甲子雄山」を襲名
- 2008年
  - 人形工房「壹三」を創業
- 2020年
  - オンラインショップ「順風丸」を開設

## 歴代社長
| 初代  | 鈴木甲子八 | 1883年～ 1963年 |  | 株式会社鈴甲子を創業 甲冑師「孝山」を名乗り、鈴甲子の基礎を築く |
| 2代目 | 鈴木正雄   | 1918年～ 2006年 |  | 第二次世界大戦後の焼失した東京で、鈴甲子を再興 現在の東京都墨田区本所に本社を構える 初代「鈴甲子雄山」「平安道齋」を名乗る                                                                   |
| 3代目 | 鈴木道男   | 1939年～        |  | 株式会社鈴甲子 会長 東京都伝統工芸士 日本全国に所蔵されている鎧兜を実地調査し、忠実に再現した鎧兜の提供を始める 2006年、「平安道齋」を襲名                                                   |
| 4代目 | 鈴木順一朗 | 1966年～        |  | 株式会社鈴甲子 代表取締役社長 伝統工芸士（経済産業大臣指定） 2008年 「鈴甲子雄山」を襲名 「より親しみやすいお節句を」という思いをこめ、株式会社壹三を設立 人形師「壹三」としても活動を始める |

## 受賞歴
- 1985年
  - 社団法人東京節句人形振興協会主催の全国新作節句人形コンクールにて、通商産業大臣賞を受賞
- 1986年
  - 同上のコンクールにて、内閣総理大臣賞を受賞
- 2002年
  - 東京都知事より、最優秀技能賞を受賞

## TV出演
- 2008年
  - 「Oha!4」ここが知りたい『五月人形』（日本テレビ）
  - 「きらきらアフロ」（テレビ東京）
- 2009年
  - 「スッキリ!!」テリー伊藤のスッキリ（日本テレビ）
- 2015年
  - 「和さ美」（J:COM）

## 紙媒体
- 2008年
  - 人形専門誌「Art Box Doll」（Art Box International）
- 2009年
  - 「The Japan Times」（ジャパンタイムズ）
- 2010年
  - ハーレー専門誌「Club Harley」（エイ出版社）
- 2012年
  - 情報誌「パトス」（ポリッシュ・ワーク）

## 展示
- 2003年
  - 櫛引八幡宮（青森県）
  - 同宮の所蔵する「赤糸威鎧兜（別名：菊一文字の鎧兜）」、「白糸威褄取大鎧」の1/3サイズを奉納
- 2011年
  - TBS Doll show
  - Japan Expo Paris
  - WABI-SABI
- 2013年
  - Japan Expo USA
- 2015年
  - 横浜人形の家
- 2020年
  - CASIO 時計新製品展示会
  - G-SHOCKの2020年のMR-Gスペシャルモデル、「MRG-B2000SH SHOUGEKI-MARU（衝撃丸）」のコンセプトイメージの兜を製作